# 太陽神

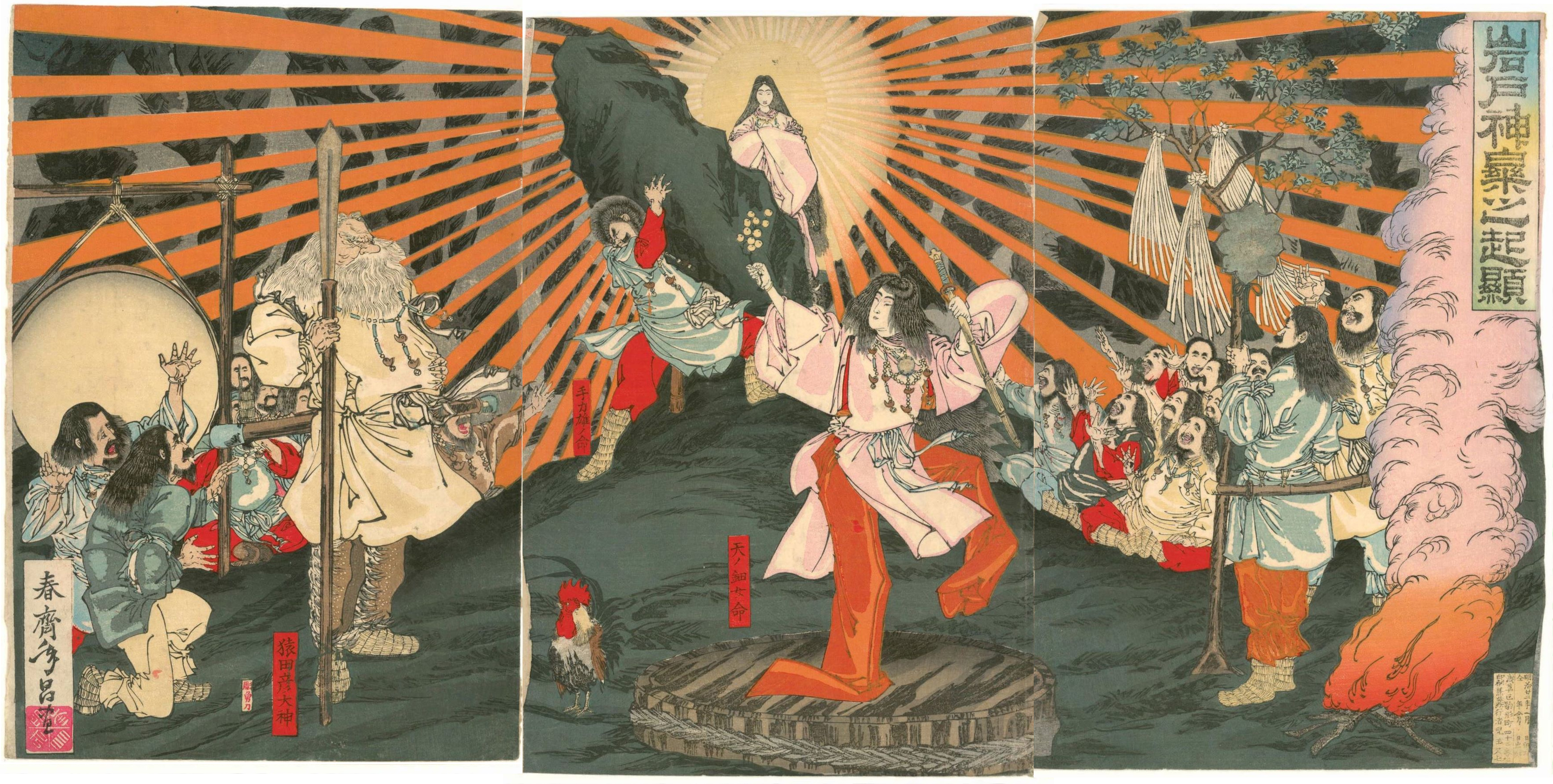
天照皇大神（春斎年昌画、明治22年（1889年））

太陽神（たいようしん、英語: solar deity）は、 太陽を信仰の対象とみなし神格化したもの。

## 概要

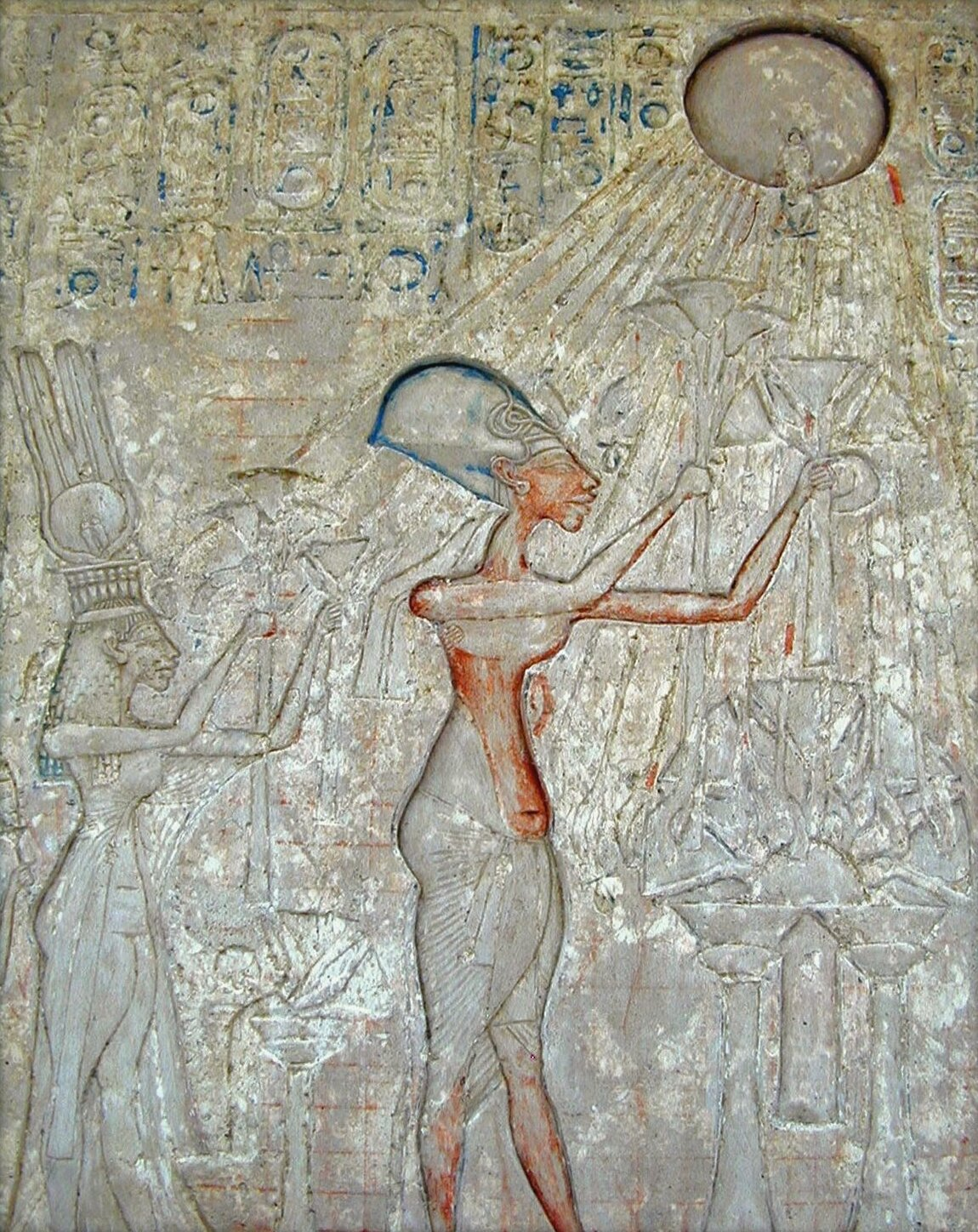
アテンを崇拝するファラオアメンホテプ4世と彼の家族

エジプト神話の太陽神ラー

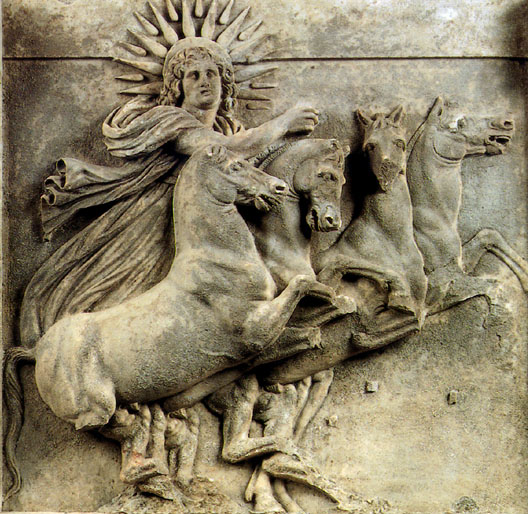
ギリシア神話の太陽神ヘーリオス（紀元前4世紀）

古代より世界各地で太陽は崇められ、崇拝と伝承は信仰を形成した。
ブライアン・ブランストンなど神話学者の一部には「もともと太陽神は男神よりも女神の方が主流だったのにギリシア神話のヘーリオスやアポローン、エジプト神話のラーやアメンなどが著名になったせいで太陽神といえば男神という先入観が生まれたのだ」という者もいる。しかしギリシアやエジプトだけでなく世界各地の神話において男神であることが多く、女神となっている北欧神話やバルト神話の例は例外的なものである。「太陽＝男＝光」と「月＝女＝闇」の二元性は、オルペウス教やグノーシス主義の思想を源とするヨーロッパ地方の説話にも多い。
日本神話の太陽神天照大神は現在では一般に女神とされるが、古来から男神とする説がある（詳細は「天照大神」を参照）。対をなす月神の月読命は性別が明らかでない（一般には男神）。
太陽崇拝は、単一神教から始まり唯一神教に終わるとされる。古代エジプト第18王朝のアメンホテプ4世（アクエンアテン）は、伝統的な太陽神アメンを中心とした多神崇拝を廃止し古の太陽神アテンの一神崇拝を行った。太陽神の乗り物としては、古代エジプトにおいては空を海に見立てた「太陽の舟」（ラーやホルス）や、インド・ヨーロッパ語族圏では空を大地に見立てた「日輪の戦車」（ローマ神話のソル、『リグ・ヴェーダ』のスーリヤ、ギリシア神話のヘーリオス）がある。メソポタミア神話のシャマシュは、青銅器時代の間、重要な役割を果たす。南アメリカにはインカ神話のインティを代表とする強い太陽崇拝があった。

## 太陽の消失
「太陽の消失」は、世界の太陽神話共通のテーマとなっている。夜になると太陽が姿を消すこと（エジプト神話）、冬になると日照時間が短くなること、日食（日本・北欧神話）などといった、太陽にまつわる自然現象を説明するのに一役買っている。 
例
- 日本神話では、須佐之男命の横暴に怒った天照大神（あまてらすおおみかみ）が天岩戸（あまのいわと）に篭ってしまい、世界が暗闇になってしまう。天岩戸の神隠れで有名であり、日本の太陽信仰（天照大神信仰）は約7300年前の鬼界カルデラ大噴火に起因すると考える説も存在する。

- エジプト神話では、毎晩ラーは冥界ドゥアトを通り抜けていた。そこでアペプは、ラーと彼の太陽の舟が毎朝東に現れるようにした。
- 北欧神話では魔狼フェンリルの眷属であるスコルが太陽に、ハティが月に追いつき一時食らいつく事で日食・月食となる。最終的にラグナロクにおいてはどちらも完全に飲まれる事になる。

## 中国の神話
他の多くの文化と異なり、中国では太陽と月が神格化して崇拝されている。また、そこに哲学思想を加えて述べられることも多い。そのもっともな理由としては、月を陰、太陽を陽とみなす、中国の文化における道家と易経の強い影響力があると思われる（詳細は「陰陽思想」を参照）。
中国神話によると、初め10の太陽が天にあった。世界が非常に熱かったので、大地には何も生えなかった。そこで、后羿（こうげい）という弓の達人が9つの太陽を射落としたという。

## 主な世界の太陽神
- アイヌ神話 -トカプチュプカムイ
- インカ神話 - インティ
- エスキモー・イヌイット神話 - マリナ
- エジプト神話 - アテン、アトゥム、アメン、ケプリ、ホルス、ラー、ハトホル、セクメト
- ギリシア神話 - アポローン、ヘーリオス
- ケルト神話 - ベレヌス、ルー
- スラブ神話 - ダジボーグ、ベロボーグ
- 中国神話 - 東君、金烏（三足烏）、羲和、日主、太陽星君
- 日本神話 - 天照大神、天道、天火明命、天之菩卑能命、稚日女尊、八咫烏、饒速日命
- ペルシア神話 - フワル・フシャエータ、ミスラ
- 北欧神話（ゲルマン神話） - ソール
- リトアニア神話 - サウレー
- メソポタミア神話 - シャマシュ
- ヴェーダ神話 - ヴィヴァスヴァット、ダクシャ、バガ、ミトラ、サヴィトリ、プーシャン、ヴィシュヌ
- ヒンドゥー教神話 - ヴィシュヌ、スーリヤ、サヴィトリ
- ローマ神話 - アポロー、ソール、エル・ガバル
- 仏教 - 大日如来、日天、日光菩薩
- フェニキア神話 - バアル、シャプシュ
- メキシコ神話（マヤ・アステカ） - ウィツィロポチトリ、ケツァルコアトル、トナティウ、キニチ・アハウ、イツァムナー